# إتينهيم
إتينهيم (بالفرنسية: Ittenheim)‏ هي بلدية تقع في إقليم الراين الأسفل من منطقة ألزاس في شمال شرق فرنسا. تبلغ مساحة هذه المدينة 6.71 (كم²)، يبلغ عدد سكانها 2207 نسمة حسب إحصاء المعهد الوطني للإحصاء والدراسات الاقتصادية سنة 2009 م. وترأس Gilbert Viola البلدية خلال فترة (2001 - 2008).

## أعلام
- نيكولاوس أجير

## وصلات خارجية
- صفحة البلدية على موقع المعهد الوطني للإحصاء والدراسات الاقتصادية (بالفرنسية)